# Zedl (Gemeinde Kappel am Krappfeld)
Zedl, im 19. Jahrhundert auch Zedlach, war eine Ortschaft in der Gemeinde Kappel am Krappfeld im Bezirk Sankt Veit an der Glan in Kärnten. Der Ort wurde im Zuge der Land- und Höhenflucht im 20. Jahrhundert verlassen und zuletzt 2011 als Ortschaft geführt.

## Lage
Die Ortschaft lag am Nordostrand der Gemeinde Kappel am Krappfeld, auf dem Gebiet der Katastralgemeinde Silberegg, in etwa 800 m Seehöhe, 2 ½ km nordöstlich von Silberegg und 1 ½ km südwestlich von Wieting. Der Ortsname leitet sich vom slowenischen sedlo für Sattel ab und weist auf die Lage am Übergang über das Brückler Bergland hin.

## Geschichte
1296 wurde villa Zedlach urkundlich erwähnt.
Bei Gründung der Ortsgemeinden 1850 kam Zedl an die Gemeinde Silberegg, die 1870 durch Zusammenlegung in der Gemeinde Krasta aufging, die wiederum Mitte des 20. Jahrhunderts in Kappel am Krappfeld umbenannt wurde.
1830 gab es fünf Häuser im Ort: Hane (Nr. 1), Pinter Nikl (Nr. 2), Paule (Nr. 3), Windischbauer (Nr. 5; hier gab es auch eine Gastwirtschaft) und Passbergkeusche (Nr. 7). 1910 bestanden nur mehr Windischbauer und eine Holzknechthütte. Ende des 20. Jahrhunderts erinnerten nur mehr geringe Mauerreste an das einstige Dorf. 2011 wurde die Ortschaft noch im Kärntner Ortsverzeichnis geführt, in der nächsten Ausgabe von 2021 nicht mehr.

## Bevölkerungsentwicklung
Für die Ortschaft ermittelte man folgende Häuser- und Einwohnerzahlen:
- um 1800: 5 Häuser[2]
- 1830: 5 Häuser
- 1869: 2 Häuser, 7 Einwohner[3]
- 1880: 1 Haus, 1 Einwohner[4]
- 1890: 1 Haus, 0 Einwohner[5]
- 1900: 1 Haus, 11 Einwohner[6]
- 1910: 2 Häuser, 0 Einwohner[7]
- 1923: 2 Häuser, 8 Einwohner[8]
- 1934: 0 Einwohner[9]
- 1961: 1 Haus, 0 Einwohner[10]
- 2001: 0 Gebäude[11]
- 2011: 0 Gebäude[12]